# Rosetta Lulah Baume

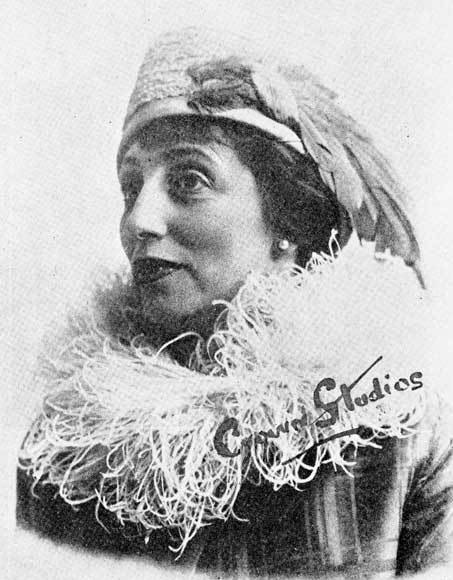
Rosetta Baume (1919)

Rosetta Lulah Baume (* Juli 1871 in San Francisco, Kalifornien, Vereinigte Staaten; † 22. Februar 1934 in Wellington, Neuseeland) war eine kalifornische Lehrerin und in Neuseeland eine liberale Politikerin, Feministin und sozial engagierte Frau.

## Frühes Leben
Rosetta Lulah Leavy wurde im Juli 1871 als Tochter der Eheleute Francesca Simon und Charles Maurice Leavy in San Francisco geboren. Ihr Vater war ein Beauftragter für den öffentlichen Dienst des Staates Kalifornien. Über Rosettas Kindheit und Schulbildung ist nichts bekannt. Nach Abschluss der High School studierte sie Philosophie an der University of California und schloss ihr Studium mit einem Bachelor ab. Anschließend ging sie als Lehrerin an eine High School in Kalifornien und wurde damit die erste weibliche Lehrkraft, die an dieser Schulart in Kalifornien unterrichtete.

## Erste Ehe
In San Francisco lernte sie ihren ersten Ehemann, den Anwalt Frederick Ehrenfried Baume aus Auckland, Neuseeland, kennen, der 1898 die Stadt besuchte. Nachdem sie am 21. Juni 1899 in San Francisco geheiratet hatten, reisten sie zusammen nach Neuseeland.

## Neuseeland
In Neuseeland angekommen, siedelte das Paar in Auckland, wo ihr Mann wieder als Anwalt arbeitete. Rosetta brachte vier Söhne zur Welt, von denen einer im Säuglingsalter verstarb. Ihr Mann erkrankte an einem Herzleiden, woraufhin sie ihn für eine Behandlung nach Deutschland begleitete. Dort starb er 1910 und hinterließ seine Familie in schwierigen finanziellen Verhältnissen. 1911 ging Rosetta mit ihren drei Söhnen zurück nach San Francisco, kam aber 1913 wieder nach Neuseeland, wo sie sich in Auckland intensiv der Bildungs- und Gemeindearbeit widmete.

## Engagement in Organisationen
Mit ihrem Engagement wurde sie die erste Frau, die 1916 in das Auckland Education Board berufen wurde. Auch im Vorstand der Elam School of Art und der Auckland Technical School war sie vertreten. Sie wurde Mitglied des Workers' Educational Association's district council in Auckland, war ehrenamtliche Sekretärin der Auckland Association for the Advancement of Education und Mitglied der Auckland Town-planning League.
Rosetta schaffte es zusätzlich in lokalen Ausschüssen mehrerer Frauen- und Kinderorganisationen vertreten zu sein, wie zum Beispiel im Auckland-Zweig der Society for the Protection of Women and Children und war die erste ehrenamtliche Sekretärin der Auckland Women's Patriotic League. 1918 war sie während der Grippeepidemie Präsidentin des Auckland-Zweig der Women's National Reserve of New Zealand, von 1918 bis 1920 Vizepräsidentin des wiederbelebten National Council of Women of New Zealand und 1919 Gründerin und Vorstandsmitglied des Auckland Women's Club.

## Politik
1913 gründete Rosetta zusammen mit Ellen Melville (1882–1946) und Emily McGuire (1873–1961) die Auckland Civic League, die zum Ziel hatte, durch ihre öffentlich wirksame Arbeit die Zahl der Frauen in öffentlichen Ämtern zu erhöhen. Rosetta übernahm von 1913 an die Präsidentschaft der Organisation. Als es 1919 Frauen ermöglicht wurde für das Neuseeländische Parlament zu kandidieren, trat Rosetta als unabhängige Liberale für den Wahlbezirk Parnell an, konnte aber nur den dritten Platz bei der Wahl gewinnen. Rosetta vertrat die Position von gleichem Lohn für gleiche Arbeit, aber nur für alleinstehende Frauen, die ihren Lebensunterhalt damit verdienen mussten. Ansonsten sah sie für verheiratete Frauen den Platz im Hause. Für arme Frauen forderte sie eine Mutterschaftsbeihilfe und eine Erhöhung der Witwen- und Altersrenten. Sie trat für die Schaffung von Heimen für Kinder ein, deren Mütter erkrankt waren und für Heime und Schulen für geistig behinderte Kinder. Auch für die Schaffung eines Children Welfare Department (Kinderfürsorgeamt) setzte sie sich ein.

## Zweite Ehe
Am 28. April 1921 heiratete Rosetta in Rotorua den Sekretär des Repräsentantenhauses, Edward William Kane, und sie bezogen ein neues Haus in der Nähe des Parlamentes. Rosetta nahm als Rosetta Lulah Kane den Namen ihres Mannes an.

## Engagement in Wellington
Sie wurde in Wellington Mitglied des Verwaltungsrats des Wellington College und des Wellington Girls' College, wurde auch Mitglied in der League of Nations Union of New Zealand, des Women's Service Guild und war Gründerin und Ausschussmitglied des Wellington Women's Club. 1931 wurde sie zum Justice of the Peace (Friedensrichter) ernannt und engagierte sich unterstützend in der Justices' District Association. Eine erneute Kandidatur für das Parlament lehnte sie in dem Jahr zunächst ab, erklärte aber ihre Absicht, bei der nächsten Wahl kandidieren zu wollen.

## Tod
Doch zu einer erneuten Kandidatur blieb ihr die Möglichkeit versagt, denn sie verstarb zuvor am 22. Februar 1934 nach einer kurzen Krankheit in Wellington. Rosetta Lulah Kane wurde 62 Jahre alt. Zu ihrer Beerdigung erschienen in Anerkennung der Premierminister George William Forbes, der Chief Justice Michael Myers, ein Vertreter des Parlaments, sowie der damalige Direktor der Bank of New Zealand R. W. Gibbs.